# 나치 경례

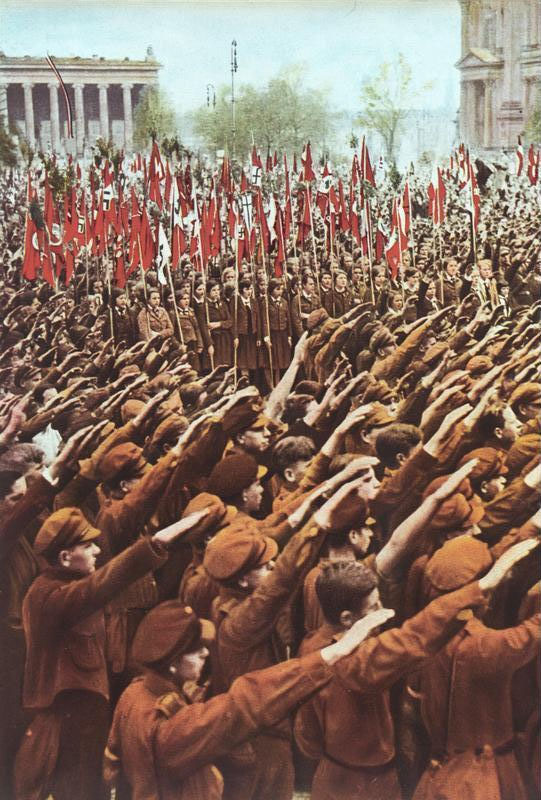
히틀러 청소년단 단원들이 나치 경례를 하는 모습 (1933년)

나치 경례 또는 히틀러 경례(독일어: Hitlergruß 히틀러그루스[*], 영어: Nazi salute, Hitler salute) 또는 지크 하일 경례(영어: Sieg Heil salute)는 1930년대에 나치당이나 나치 독일에서 하던 경례 방식이다. 이탈리아의 국가 파시스트당에서 하던 경례 방식인 로마식 경례에서 파생된 경례였으며 제2차 세계 대전 당시에는 독일 경례(독일어: Deutscher Gruß 도이처 그루스[*])라고 부르기도 했으며 당시 독일 민간인에게 경례는 필수였다.
나치 경례를 가리키는 은어로 88이 있는데 이는 "하일 히틀러!"(Heil Hitler)에 들어있는 H가 알파벳의 8번째 글자이기 때문이다. 나치 경례는 대개 오른쪽 팔을 높이 들어올리면서 "하일 히틀러!"(Heil Hitler!, 히틀러 만세!), "지크 하일!"(Sieg Heil!, 승리 만세!), "하일 마인 퓌러!"(Heil mein Führer!, 나의 총통 만세!) 등과 같은 구호를 외치는 경우가 많았다. 현대에 와서는 독일과 오스트리아, 폴란드, 체코, 슬로바키아, 캐나다, 벨기에, 프랑스, 스웨덴, 스위스와 러시아에서 나치 경례 또는 이와 관련 있는 구호를 법률로 금지하고 있다.
경례 방법은 오른쪽 팔을 목높이로 들어올린 뒤 팔과 손을 곧게 펴는 것이다. 보통 "하일 히틀러!" 또는 "하일!"이라는 구호와 함께 사용하였다. 아는 사람에게는 경례만, 상급자에게는 구호까지 사용하는게 일반적이었다. 신체적 문제로 오른팔을 들 수 없으면 왼팔을 드는 것도 허용되었다. "하일 마인 퓌러!"는 히틀러에게 직접 사용하기 위한 것이었다.

## 사진

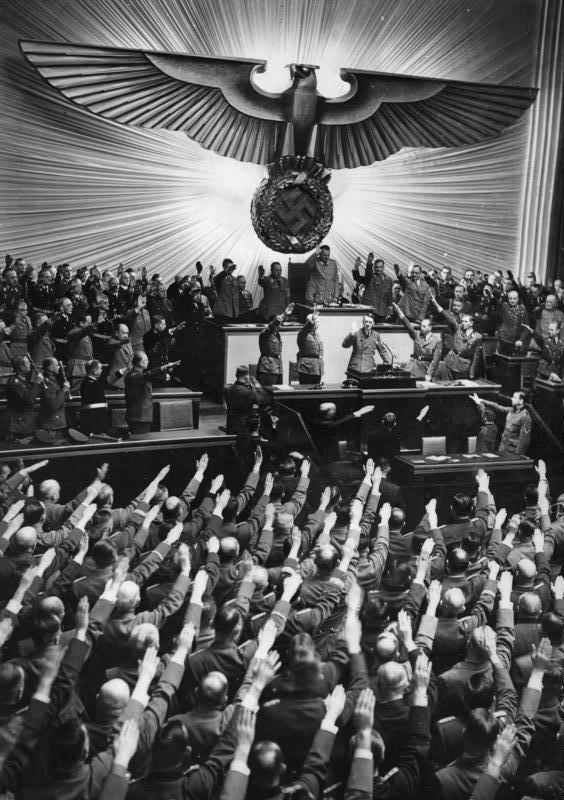
베를린 국가의회에서 군중들이 히틀러를 향해 나치 경례를 하는 모습 (1941년)
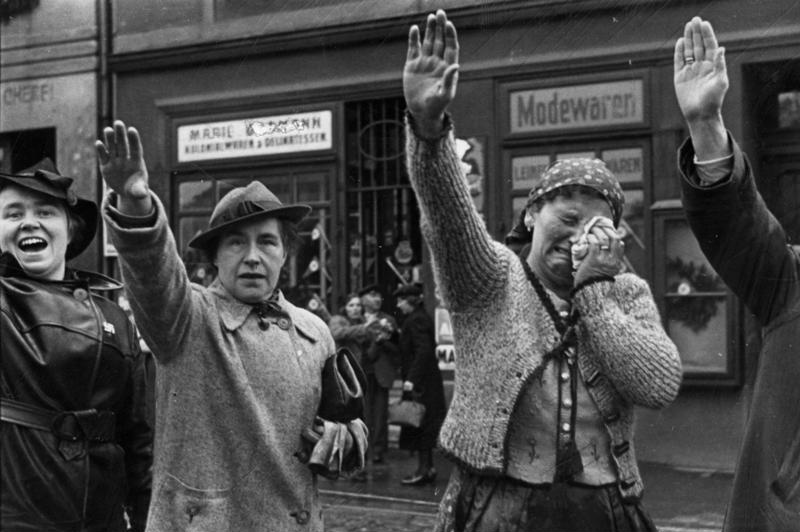
주데텐란트 에거(헤프) 주민들이 독일군을 환영하는 모습 (1938년 10월)

## 같이 보기
- 하켄크로이츠